# James Berkeley, I barone Berkeley
James Berkeley, I barone Berkeley (1394 – 22 ottobre 1463), noto anche come "James the Just", era figlio di sir James Berkeley e di sua moglie Elizabeth Bluet. Divenne erede di suo zio, Thomas Berkeley, V barone Berkeley.

## Biografia
Si sposò quattro volte e la sua terza moglie fu Lady Isabel, figlia di Thomas Mowbray, I duca di Norfolk. La sua quarta moglie fu Lady Joan Talbot, figlia di John Talbot, I conte di Shrewsbury. Lord Berkeley venne coinvolto in una dura contesa con sua cugina Elizabeth, figlia del quinto barone Berkeley e moglie di Richard de Beauchamp, XIII conte Warwick. Non riuscì inizialmente a rivendicare il possesso del Castello di Berkeley preso in possesso dal conte e dalla contessa di Warwick. Nel 1421, quando i Warwicks restituirono il castello, James entrò nel Parlamento inglese come Lord Berkeley. La faida non terminò lì in quanto la sua terza moglie Isabel venne arrestata dal figliastro della contessa di Warwick, il conte di Shrewsbury, e tenuta prigioniera fino alla sua morte nel 1452.
A Lord Berkeley succedette il figlio, avuto con la sua terza moglie, William, creato marchese di Berkeley nel 1489.